# Nationalkrankenhaus Niamey

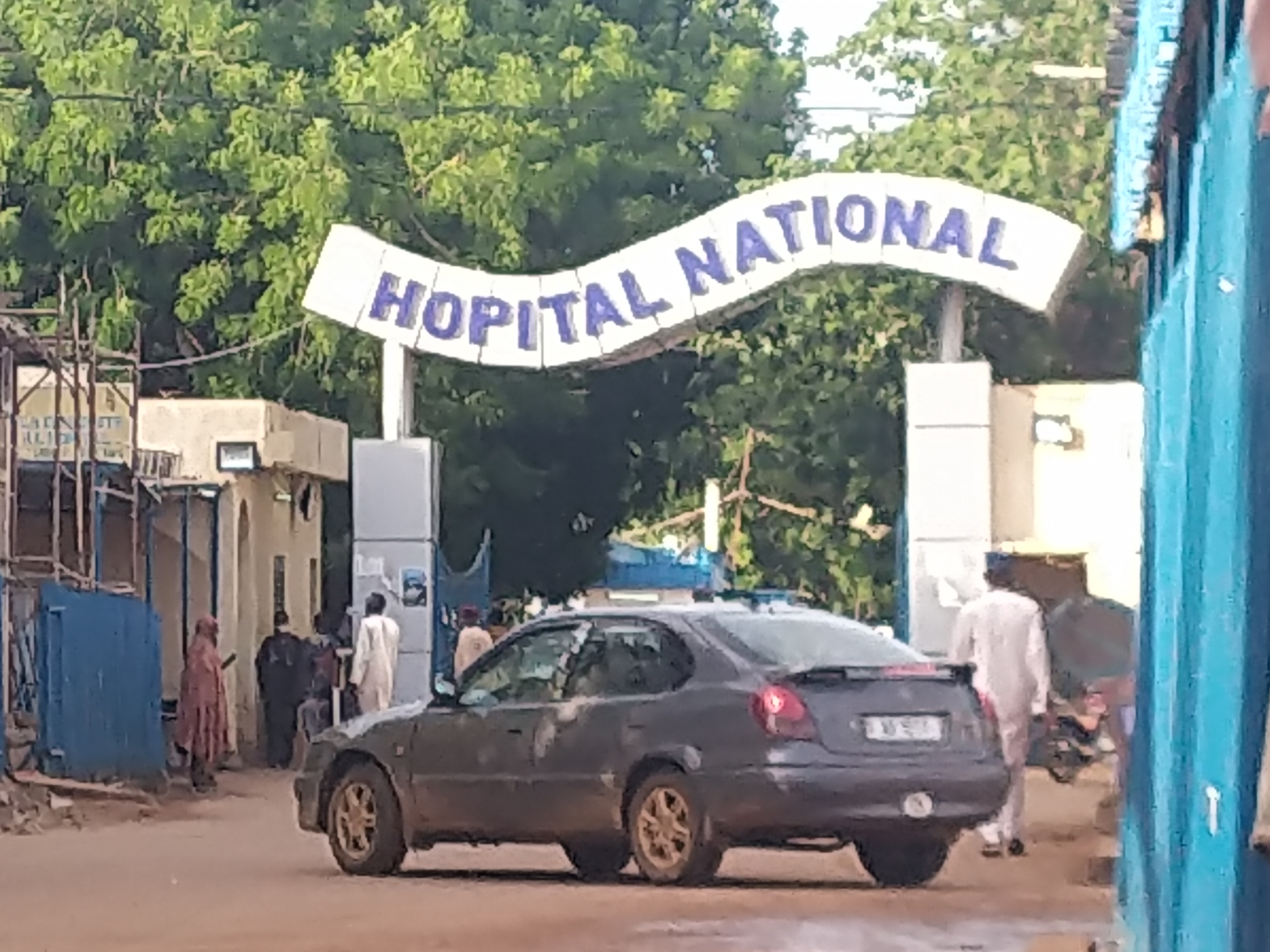
Eingang des Nationalkrankenhauses Niamey (2022)

Das Nationalkrankenhaus Niamey (französisch: Hôpital national de Niamey) ist ein Krankenhaus in der Stadt Niamey in Niger.

## Standort und Organisation
Das Nationalkrankenhaus Niamey befindet sich im Stadtzentrum von Niamey in der Nähe des Flusses Niger. Das Krankenhausareal bildet administrativ ein eigenes Stadtviertel (quartier) im Arrondissement Niamey I. Mit der École Nationale de Santé Publique Damouré Zika und dem Institut de Santé Publique liegen zwei Hochschulen für Gesundheitsberufe in unmittelbarer Nähe.
Die Einrichtung ist ein nationales Referenzkrankenhaus und neben dem Nationalkrankenhaus Lamordé und dem Nationalkrankenhaus Zinder eines der drei Nationalkrankenhäuser Nigers. Es untersteht dem Gesundheitsministerium, verfügt jedoch als Einrichtung öffentlichen Rechts und administrativen Charakters (Établissement Public à caractère Administratif) über finanzielle Autonomie. 
Das Krankenhaus ist in folgende Abteilungen gegliedert:
- Abteilung für Medizin und spezialisierte Medizin
- Abteilung für Chirurgie und spezialisierte Chirurgie
- Abteilung für Anästhesie, Intensiv- und Notfallmedizin
- Abteilung für Qualitätssicherung
- Abteilung für medizintechnische Unterstützung und Gerätewartung
- Abteilung für Verwaltung und Finanzen

Die Angebote in spezialisierter Medizin umfassen Hepatologie, Hämato-Onkologie, Pädiatrie, Innere Medizin, Pneumologie und Infektiologie. Im chirurgischen Bereich besteht eine Spezialisierung auf allgemeine und Viszeralchirurgie, Orthopädie und Unfallchirurgie, Stomatologie sowie Hals-Nasen-Ohren-Heilkunde. Das Nationalkrankenhaus Niamey weist eine Kapazität von 808 Betten auf (Stand: 2015).

## Geschichte
Das Nationalkrankenhaus geht auf eine Krankenstation der französischen Kolonialverwaltung zurück, die 1922 auf Veranlassung des französischen Gouverneurs Jules Brévié eingerichtet wurde. Diese bestand aus drei Gebäuden und diente der medizinischen Versorgung der Hilfskräfte der Kolonialverwaltung. Zugunsten der neuen Einrichtung in Niamey wurde eine bereits 1920 geschaffene Ambulanz in der Stadt Zinder aufgegeben.
Aus der Krankenstation ging das Hôpital Jules Brévié (Jules-Brévié-Krankenhaus) hervor, das am 31. Mai 1931 eröffnet wurde. Anfangs verfügte das Krankenhaus nur über zehn Betten, die für Europäer reserviert waren. Im Jahr 1938 erhielt es einen ersten Operationssaal und im Jahr 1943 wurde es unter der Leitung des Arztes Francis Borrey zu einem Vollkrankenhaus ausgebaut. Ein psychiatrischer Dienst wurde 1955 eingeführt.
Nach der Unabhängigkeit Nigers im Jahr 1960 wurde das Krankenhaus 1962 zu einem National- und Referenzkrankenhaus erhoben. Es erhielt 1992 die Rechtsform einer Einrichtung öffentlichen Rechts und administrativen Charakters.